# Vero (periodico)
Vero è un settimanale italiano. La testata da giugno 2024 è diretta da Nicola Santini. È pubblicata da Ediprojet srl.

## Storia
La rivista viene pubblicata dal 2005 e si occupa di spettacolo, attualità, politica, religione, cultura e delle tendenze di bellezza e moda. Si occupa anche di salute, risparmi, cucina e offre molte rubriche firmate da professionisti, avvocati, medici, ma anche da volti noti.
Nel 2007 viene pubblicato "Vero Salute" e nel 2008 "Vero Cucina".
Nel 2011 viene immesso sul mercato "Vero Tv", pubblicato dal gruppo Edizioni Vero; si tratta di un settimanale televisivo popolare, che si propone ai lettori con una formula editoriale diversificata e molta variegata.
Vero Tv offre contenuti di servizio, di considerazioni e analisi legati al mondo della televisione e i suoi personaggi, oltre alla tradizionale guida ai programmi televisivi.
Nel gennaio 2023 VR Worlds ha acquistato la testata da Edizioni Vero, per poi passare al gruppo romano Ediprojet.

## Firme
- Emanuela Folliero
- Sarah Altobello
- Paolo Corazon
- Giovanna Fumarola
- Giulio Speranza
- Antonio D’Addio
- Ginevra Michelini
- Iaia Imparato
- Luigi Miliuci
- Tommaso Martinelli
- Franco Bagnasco

## Rubriche
- Cronaca e attualità = Giovanni Rossi, Miranda Portinari, Gianluca Maggiacomo, Francesca Solari e Federico Vergari
- Bellezza = Francesca Marotta, Francesca Gambino e Alice Neri
- Cucina e Salute = Simona Cortopassi, Anna Prandoni, Dvora Ancona, Miriam Dambrosio, Gian Luigi Sarzano e Camilla Occhionorelli
- Spettacoli = Giulio Speranza e Manfredi Lamartina
- Giochi = Piero Sivera e Terry Alaimo
- Oroscopo = Silvia Maria Vaccari
- La giusta causa = Corinne Ciriello